# Xenosmilus
Xenosmilus hodsonae
Genre
Espèce
Xenosmilus  est un genre fossile de très grands félins de la sous-famille également fossiles des Machairodontinae et de la tribu des Homotherini.
Selon Paleobiology Database en 2023, ce genre est monotypique dont la seule espèce fossile et espèce type est Xenosmilus hodsonae.

## Classification
Le genre Xenosmilus (du grec ancien ξένος / xenos « étrange » et σμίλη / smilē « ciseau ») et l'espèce Xenosmilus hodsonae sont décrits par Martin (d) et al. en 2000,.
Xenosmilus hodsonae vivait en Floride au cours de l'Irvingtonien (Pléistocène), il y a entre 1,8 million d'années  et 300 000 ans avant notre ère.

## Description

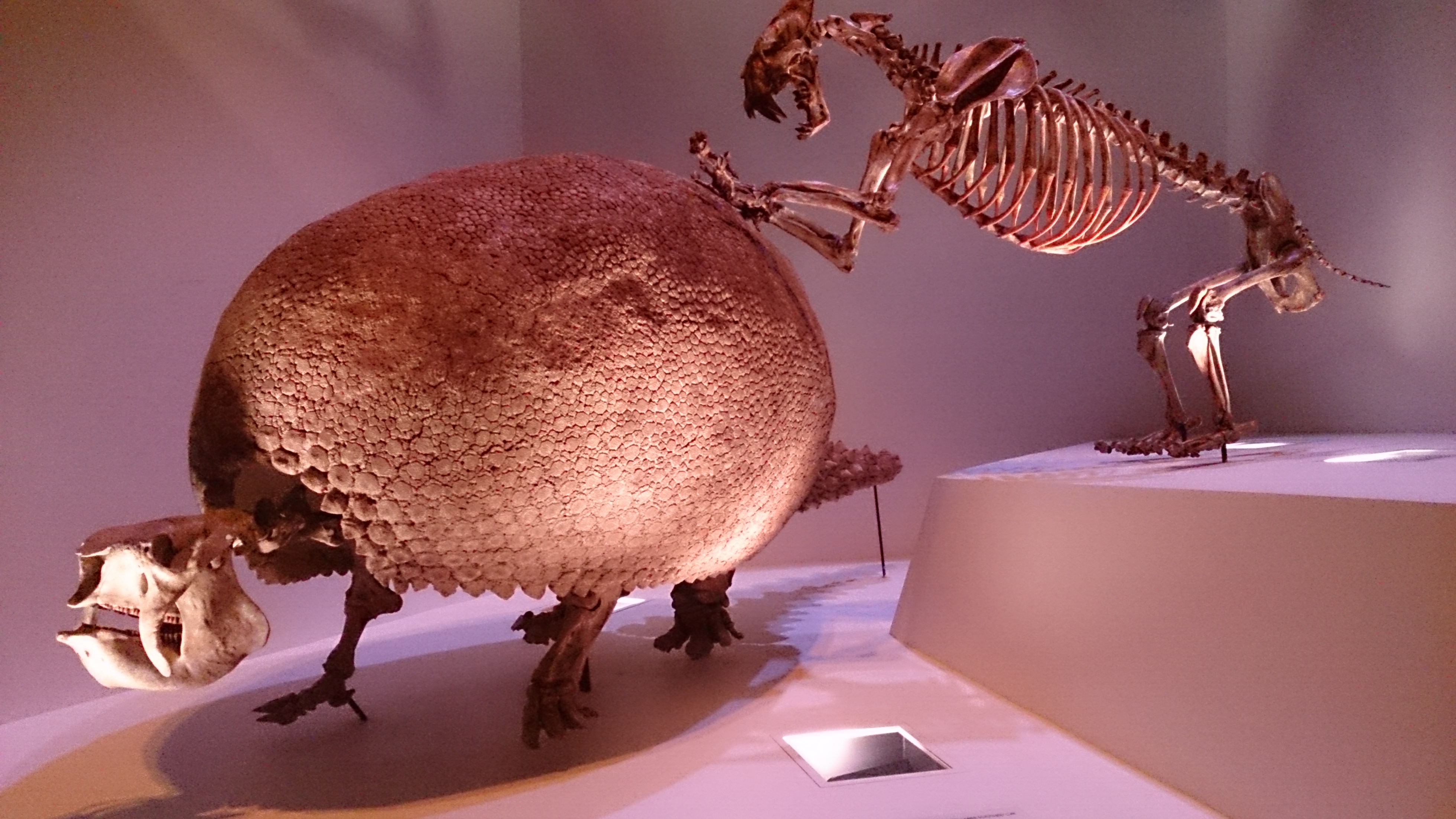
Xenosmilus chassant un Glyptodon au Musée des sciences naturelles de Houston.

Ce félin mesurait entre 1,70 et 1,80 mètre de long avec un corps très musclé et pesait probablement entre 230 et 400 kg. Seules les espèces Smilodon populator et Machairodus horribilis étaient nettement plus grandes. Avant leur découverte, tous les félins à dents de sabre appartenaient à deux catégories générales : les Smilodontini qui ont de longues canines supérieures et de grandes pattes, et les Homotherini qui n’ont que des canines légèrement allongées et de longues pattes. Xenosmilus ne se place pas dans une de ces deux catégories, car il possède à la fois un corps et des jambes musculeux et robustes et des canines supérieures larges et courtes. Aux côtés des deux squelettes se trouvaient des dizaines d'os de pécaris, que X. hodsonae chassait très probablement. L'hypothèse a été émise qu'ils auraient chassé selon une stratégie de « morsure et recul », utilisant leurs dents pour infliger des blessures profondes en raison de la façon dont ses canines et ses incisives pouvaient fonctionner ensemble. Ceci a valu parfois le surnom de « chat emporte-pièce » à Xenosmilus.

### Publication originale
- L. D. Martin, J. P. Babiarz, V. L. Naples et J. Hearst, Three ways to be a saber-toothed cat., vol. 87, coll. « Naturwissenschaften », 2000, 41-44 p.